# Walla!
Walla! (em hebraico:  וואלה!) é um portal israelense de notícias, motor de busca, compras on line, e-mail chat e outros serviços. Um dos primeiros portais de Internet de Israel, é considerado um dos mais populares web sites do país. 
Fundado em 1995 para servir como guia de sites da Internet, em 1998, a empresa passou a ser negociada na Bolsa de Tel-Aviv e, em 2001, fundiu-se com a Israel Online, um site similar, pertencente ao Grupo Ha'aretz.
Atualmente, os principais controladores da empresa são Bezeq, operador de telecomunicações   israelense, e o Grupo Ha'aretz.